# Máelduin mac Máele Fithrich
Máel Dúin mac Máele Fithrich (mort en 681) est un roi d'Ailech et un Chef du Cenél nEógain une branche des Uí Néill du Nord.

## Origine
Máel Dúin est le fils de Máel Fithrich mac Áedo († 630) et le petit-fils de l'Ard ri Erenn Áed Uaridnach († 612). Il est issu du Cenél maic Ercae branche de cette famille, alors que la lignée rivale du Cenél Feradaig dominait le royaume pendant la plus grande partie du VIIe siècle.

## Règne
Il règne comme roi d'Ailech vers 668-681. Les relèvent à cette époque la destruction d'Ailech en 676 par l'Ard rí Fínnachta Fledach ((† 695) des  Uí Néill du Sud qui cherchait à établir son autorité sur le nord.
Máel Dúin participe activement à la monté en puissance du  Cenél nEógain. En 677 il tue Dúnchad mac Ultán, roi d'Airgíalla - issu des  Uí mac Carthainn- à Dún Forgo, près du Lough Foyle, Tirkeeran dans l'actuel comté de Londonderry; Lors de l'été  681 il remporte un succès contre  Dúngal Eilni mac Scandail du Dál nAraidi et Cenn Faelad mac Suibni du Cianachta Glenn Geimin dans la baronnie de Keenaght, (comté de  Londonderry) à ce qui est dénommé  « brûlerie des rois » à Dún Ceithirn (dans la baronnie de Coleraine, actuel comté de Londonderry).
Au début de l'hiver 681 il est défait et tué lors de la bataille de Bla Sléibe (actuel comté de Londonderry) par le Ciannachta de Glenn Geimin et par Fland mac Máel-Tuile mac Crundmáel († 700) de la lignée rival du Cenél Feradaig.

## Postérité
Il avait épousé Cacht ingen Cellaig, une fille de l'Ard ri Erenn Cellach mac Máele Coba (658) du Cenél Conaill dont:
- Fergal mac Máele Dúin († 722) qui sera Ard ri Erenn.
- Ligach, épouse de Cathal mac Finguine († 742) roi de Munster des Eóganacht Glendamnach [8]

Máel Dúin mac Máele Fithrich est réputé être l'ancêtre des Ó Dálaigh une famille bardique selon le « Livre de Généalogies » de  O'Clery.

### Source
- (en) T.M. Charles-Edwards, Early Christian Ireland, Cambridge, Cambridge University Press, 2000, 707 p. (ISBN 0-521-36395-0, lire en ligne)